# Goboea
Goboea es un género de polillas de la familia Tortricidae.

## Especies
- Goboea copiosana Walker, 1866